# كانديس كيتا
كانديس كيتا (ولدت في 27 ديسمبر 1980) ممثلة أمريكية شاركت في عدة أدوار تلفزيونية وسينمائية مساعدة منها فيلم
أنا الآن أعلن أنكما تشاك ولاري عام 2009.

## نشأتها
نشأت كيتا في الولايات المتحدة الأمريكية، وهي من الجيل الخامس من الأمريكيين اليابانيين. اعتُقل أجدادها في معسكر اعتقال مانزانار خلال الحرب العالمية الثانية. نشأت كيتا في الولايات المتحدة (بما في ذلك تكساس) وفي جميع أنحاء أوروبا، وقضت طفولتها المبكرة في لندن. وهناك التحقت بالمدرسة الأمريكية في لندن ومدرسة أنتويرب الدولية في بلجيكا. عزفت على الفلوت الكلاسيكي لمدة 12 عامًا، وفي سن المراهقة دُعيت للعزف في أوركسترا بالم بيتش أتلانتيك السيمفونية. تخرجت من الجامعة بدرجة بكالوريوس في الفلسفة والدين المعاصر.

## روابط خارجية
- الموقع الرسمي
- كانديس كيتا على موقع IMDb (الإنجليزية)
- كانديس كيتا على موقع ألو سيني (الفرنسية)
- كانديس كيتا على موقع قاعدة بيانات الفيلم (الإنجليزية)
- كانديس كيتا على موقع كينوبويسك (الروسية)